# Pero atridisca
Pero atridisca är en fjärilsart som beskrevs av Paul Dognin 1906. Pero atridisca ingår i släktet Pero och familjen mätare. Inga underarter finns listade i Catalogue of Life.